# Epidendrum bennettii
Epidendrum bennettii är en orkidéart som beskrevs av Dodson. Epidendrum bennettii ingår i släktet Epidendrum och familjen orkidéer.
Artens utbredningsområde är Peru. Inga underarter finns listade i Catalogue of Life.